# Aboubakary Koita
Pour les articles homonymes, voir Koïta (homonymie).
Aboubakary Koita, né le 20 septembre 1998 à Pikine au Sénégal dans une famille d'origine mauritanienne, est un footballeur international mauritanien. Il évolue au poste d'ailier gauche à l'AEK Athènes.

## Biographie

### En club
Avec le club de l'ASV Geel, il inscrit cinq buts en troisième division belge lors de la saison 2016-2017.
Il inscrit son premier but en première division belge le 23 février 2019, avec le KV Courtrai, lors de la réception de Waasland-Beveren (victoire 2-6).

### En sélection nationale
Possédant la nationalité belge et sénégalaise, Aboubakary Koïta opte toutefois de jouer pour la sélection mauritanienne. Le 15 novembre 2023, il dispute son premier match face à la République Démocratique du Congo comptant pour les qualifications de la Coupe du monde 2026. Les Mourabitounes s'inclinèrent 2-0. En décembre 2023, il est retenu dans la liste des vingt-cinq joueurs mauritaniens sélectionnés par Amir Abdou pour disputer la Coupe d'Afrique des nations 2023.